# Ngatik (ö)
Ngatik är en ö i Mikronesiska federationen.   Den ligger i kommunen Ngatik Municipality och delstaten Pohnpei, i den sydvästra delen av landet, 170 km sydväst om huvudstaden Palikir. Arean är 1,2 kvadratkilometer.
Terrängen på Ngatik är mycket platt. Öns högsta punkt är 20 meter över havet. Den sträcker sig 1,0 kilometer i nord-sydlig riktning, och 2,1 kilometer i öst-västlig riktning.
Följande samhällen finns på Ngatik:
- Ngatik